# Hebe: A Estrela do Brasil
Hebe: A Estrela do Brasil è un film brasiliano del 2019, uscito anche in forma di miniserie televisiva col titolo Hebe (prodotta da TV Globo).
Inediti entrambi in Italia, film e miniserie raccontano la vita professionale e privata di Hebe Camargo, per decenni conduttrice di fortunati programmi televisivi, nonché attrice e cantante di successo. A darle volto è Andréa Beltrão, che per la sua interpretazione per la tv è stata candidata all' Emmy.  La miniserie consta di dieci episodi.